# Rallylegend
Il Rallylegend è un evento di Rally che ogni anno si tiene in ottobre per dare spettacolo con qualsiasi auto che dipinga questo sport. Il rally ha luogo nel Paese di San Marino.

## Storia
Nato da un'idea di Paolo Valli e Pietro Piarulli, è stato disputato per la prima volta nel 2003 con l'intento di far correre auto da rally storiche. nel corso delle edizioni ha visto la partecipazione di nomi importanti del mondo rally come Miki Biasion e Markku Alen.
Si svolge annualmente nel territorio della Repubblica di San Marino nel mese di ottobre; per alcune edizioni la prova è stata considerata valida per il campionato sanmarinese di rally.

## Albo d'oro
| Data               | Denominazione              | Sede       | Vincitori                                 | Auto                            | Validità               |
| ------------------ | -------------------------- | ---------- | ----------------------------------------- | ------------------------------- | ---------------------- |
| 10-11 ottobre 2003 | 1° Rallylegend             | San Marino | Graziano Muccioli Mattia Muccioli         | Porsche 911 Carrera             | -                      |
| 8-9 ottobre 2004   | 2° Rallylegend             | San Marino | Marco Bianchini Alessandra Ghirri         | Lancia Delta S4                 | -                      |
| 7-8 ottobre 2005   | 3° Rallylegend             | San Marino | Stefano Rosati Sergio Toccaceli           | Talbot Sunbeam Lotus            | -                      |
| 6-7 ottobre 2006   | 4° Rallylegend             | San Marino | Salvatore Riolo Maurizio Marin            | Porsche 911 Carrera RS 3.0      | -                      |
| 5-6 ottobre 2007   | 5° Rallylegend             | San Marino | Uwe Nittel Peter Göbel                    | Mercedes-Benz 190E 2.3 16V      | -                      |
| 10-11 ottobre 2008 | 6° Rallylegend             | San Marino | Simone Campedelli Marco Casadio           | Lancia Delta HF Integrale       | -                      |
| 8-10 ottobre 2009  | 7° Rallylegend             | San Marino | Juha Kankkunen Juha Repo                  | Toyota Celica Turbo 4WD (ST185) | -                      |
| 7-9 ottobre 2010   | 8° Rallylegend             | San Marino | François Delecour Dominique Savignoni     | Peugeot 206 WRC                 | -                      |
| 6-9 ottobre 2011   | 9° Rallylegend             | San Marino | Luca Pedersoli Dino Maggioni              | Peugeot 206 WRC                 | -                      |
| 11-14 ottobre 2012 | 10° Rallylegend - Historic | San Marino | Markku Alén Ilkka Kivimäki                | Lancia 037 Rally                | -                      |
| 10-13 ottobre 2013 | 11° Rallylegend - Historic | San Marino | Markku Alén Ilkka Kivimäki                | Lancia 037 Rally                | -                      |
| 9-12 ottobre 2014  | 12° Rallylegend - Historic | Serravalle | Markku Alén Ilkka Kivimäki                | Lancia 037 Rally                | Campionato sanmarinese |
| 8-11 ottobre 2015  | 13° Rallylegend - Historic | Serravalle | Érik Comas Marco Sormano                  | Lancia Stratos HF               | Campionato sanmarinese |
| 6-9 ottobre 2016   | 14° Rallylegend - Historic | San Marino | Salvatore Riolo Gianfrancesco Maria Rappa | Audi Quattro A2                 | E.R.M.S.               |
| 19-22 ottobre 2017 | 15° Rallylegend - Historic | Serravalle | Marco Bianchini Daiana Darderi            | Lancia 037 Rally                | Campionato sanmarinese |
| 11-14 ottobre 2018 | 16° Rallylegend - Historic | Serravalle | Stefano Rosati Sergio Toccaceli           | Talbot Sunbeam Lotus            | -                      |
| 10-13 ottobre 2019 | 17° Rallylegend - Historic | Serravalle | Giuliano Calzolari Lorenzo Ercolani       | Porsche 911 SC                  | -                      |
| 1-4 ottobre 2020   | 18° Rallylegend - Historic | Serravalle | Marco Bianchini Daiana Darderi            | Lancia 037 Rally                | -                      |
| 7-10 ottobre 2021  | 19° Rallylegend - Historic | Serravalle | Simone Brusori Lucia Valdiserra           | Porsche 911 SC RS               | -                      |
| 13-16 ottobre 2022 | 20° Rallylegend - Historic | Serravalle | Simone Brusori Enzo Zafferani             | Porsche 911 Carrera RS 3.0      | -                      |
| 12-15 ottobre 2023 | 21° Rallylegend - Historic | Serravalle | Matteo Musti Marsha Loredana Zanet        | Porsche 911 Carrera RS 3.0      | -                      |
| 10-13 ottobre 2024 | 22° Rallylegend - Historic | Serravalle | Simone Brusori Fernando Carrugi           | Porsche 911 SC RS               | -                      |

### GS Cars
| Data             | Denominazione            | Sede       | Vincitori                | Auto                      |
| ---------------- | ------------------------ | ---------- | ------------------------ | ------------------------- |
| 7-8 ottobre 2005 | 3° Rallylegend - GS cars | San Marino | Juha Kankkunen Juha Repo | Lancia Delta HF Integrale |

### WRC
| Data               | Denominazione         | Sede       | Vincitori                                  | Auto                      | Validità               |
| ------------------ | --------------------- | ---------- | ------------------------------------------ | ------------------------- | ---------------------- |
| 8-10 ottobre 2009  | 7° Rallylegend - WRC  | San Marino | Marcus Grönholm Timo Jaakkola              | Peugeot 206 WRC           | -                      |
| 11-14 ottobre 2012 | 10° Rallylegend - WRC | San Marino | Tobia Cavallini Simone Scalabrini          | Subaru Impreza S5 WRC '99 | -                      |
| 10-13 ottobre 2013 | 11° Rallylegend - WRC | San Marino | Didier Auriol Thierry Barjou               | Citroën Xsara WRC         | -                      |
| 9-12 ottobre 2014  | 12° Rallylegend - WRC | Serravalle | Didier Auriol Thierry Barjou               | Citroën Xsara WRC         | Campionato sanmarinese |
| 8-11 ottobre 2015  | 13° Rallylegend - WRC | Serravalle | Denis Colombini Michele Ferrara            | Peugeot 306 Maxi          | Campionato sanmarinese |
| 6-9 ottobre 2016   | 14° Rallylegend - WRC | San Marino | Luca Pedersoli Anna Tomasi                 | Citroën C4 WRC            | E.R.M.S.               |
| 19-22 ottobre 2017 | 15° Rallylegend - WRC | Serravalle | Luciano Cobbe Fabio Turco                  | Ford Focus RS WRC '05     | Campionato sanmarinese |
| 11-14 ottobre 2018 | 16° Rallylegend - WRC | San Marino | Craig Breen Scott Martin                   | Citroën C4 WRC            | -                      |
| 10-13 ottobre 2019 | 17° Rallylegend - WRC | Serravalle | Thierry Neuville Nicolas Gilsoul           | Hyundai i20 Coupe WRC     | -                      |
| 1-4 ottobre 2020   | 18° Rallylegend - WRC | Serravalle | Adrien Fourmaux Renaud Jamoul              | Ford Fiesta WRC           | -                      |
| 7-10 ottobre 2021  | 19° Rallylegend - WRC | Serravalle | Kristian Poulsen Ole Refsgaard Frederiksen | Hyundai i20 Coupe WRC     | -                      |
| 13-16 ottobre 2022 | 20° Rallylegend - WRC | Serravalle | Luca Pedersoli Anna Tomasi                 | Citroën DS3 WRC           | -                      |
| 12-15 ottobre 2023 | 21° Rallylegend - WRC | Serravalle | Luca Pedersoli Andrea Adamo                | Citroën C3 WRC            | -                      |
| 10-13 ottobre 2024 | 22° Rallylegend - WRC | Serravalle | Adrien Fourmaux Alexandre Coria            | Ford Puma Rally1 Hybrid   | -                      |

### Myth / Classic
| Data               | Denominazione                            | Sede       | Vincitori                                 | Auto                          | Validità               |
| ------------------ | ---------------------------------------- | ---------- | ----------------------------------------- | ----------------------------- | ---------------------- |
| 11-14 ottobre 2012 | 10° Rallylegend - Myth                   | San Marino | Gustavo Trelles Jorge Del Buono           | Toyota Celica GT-Four (ST205) | -                      |
| 10-13 ottobre 2013 | 11° Rallylegend - Myth                   | San Marino | Gustavo Trelles Jorge Del Buono           | Toyota Celica GT-Four (ST205) | -                      |
| 9-12 ottobre 2014  | 12° Rallylegend - Myth                   | Serravalle | Mauro Miele Luca Beltrame                 | BMW M3 E30                    | Campionato sanmarinese |
| 8-11 ottobre 2015  | 13° Rallylegend - 1º Myth Hankook Trophy | Serravalle | Antonio Cairoli Matteo Romano             | Lancia Delta HF Integrale     | Campionato sanmarinese |
| 6-9 ottobre 2016   | 14° Rallylegend - Myth                   | San Marino | Lucky Fabrizia Pons                       | Lancia Delta Integrale 16V    | E.R.M.S.               |
| 19-22 ottobre 2017 | 15° Rallylegend - Myth                   | Serravalle | Simone Romagna Dino Lamonato              | Lancia Delta Integrale 16V    | Campionato sanmarinese |
| 11-14 ottobre 2018 | 16° Rallylegend - Myth                   | Serravalle | Salvatore Riolo Gianfrancesco Maria Rappa | Subaru Legacy 4WD Turbo       | -                      |
| 10-13 ottobre 2019 | 17° Rallylegend - Myth                   | Serravalle | Ken Block Alessandro Gelsomino            | Ford Escort RS Cosworth       | -                      |
| 1-4 ottobre 2020   | 18° Rallylegend - Myth                   | Serravalle | Ken Block Alessandro Gelsomino            | Ford Escort RS Cosworth       | -                      |
| 7-10 ottobre 2021  | 19° Rallylegend - Myth                   | Serravalle | François Delecour Sabrina de Castelli     | Ford Escort RS Cosworth 4x4   | -                      |
| 13-16 ottobre 2022 | 20° Rallylegend - Classic                | Serravalle | Jari-Matti Latvala Janne Ferm             | Toyota Celica GT-4 (ST165)    | -                      |
| 12-15 ottobre 2023 | 21° Rallylegend - Classic                | Serravalle | Antonio Cairoli Eleonora Mori             | Subaru Impreza 555            | -                      |
| 10-13 ottobre 2024 | 22° Rallylegend - Classic                | Serravalle | Simone Romagna Dino Lamonato              | Lancia Delta Integrale 16V    | -                      |

### Kitcar
| Data               | Denominazione            | Sede       | Vincitori                           | Auto              |
| ------------------ | ------------------------ | ---------- | ----------------------------------- | ----------------- |
| 11-14 ottobre 2018 | 16° Rallylegend - Kitcar | Serravalle | Gianpietro Bendotti Armando Bettoni | Renault Clio Maxi |

### Heritage
| Data               | Denominazione              | Sede       | Vincitori                           | Auto                       |
| ------------------ | -------------------------- | ---------- | ----------------------------------- | -------------------------- |
| 10-13 ottobre 2019 | 17° Rallylegend - Heritage | Serravalle | Sandro Giacomelli Francesco Orian   | Fiat 131 Abarth            |
| 1-4 ottobre 2020   | 18° Rallylegend - Heritage | Serravalle | Enzo Battiato Luca Battiato         | Lancia Fulvia 1.6 Coupé HF |
| 7-10 ottobre 2021  | 19° Rallylegend - Heritage | Serravalle | Sandro Giacomelli Nicola Zancanella | Fiat 131 Abarth            |
| 13-16 ottobre 2022 | 20° Rallylegend - Heritage | Serravalle | Mauro Argenti Roberta Amorosa       | Porsche 911 S 2.0          |